# Godus
Godus es un Videojuego de simulación de dios en desarrollo de 22Cans, una compañía independiente. La cual lanzó una campaña en la popular web de financiación en masa Kickstarter para obtener fondos, obtuvieron $0, por el pésimo lanzamiento, el 22 de diciembre de 2012. Godus fue diseñado por Peter Molyneux y es el sucesor espiritual de su desarrollo anterior Populous.